# Нако, Дако, Цако – шофьори
„Нако, Дако, Цако – шофьори“ е български телевизионен игрален филм (комедия) от 1976 година на режисьорите Нейчо Попов и Мирослав Миндов по сценарий на Евгени Константинов. Оператор е Стоян Злъчкин. Музиката във филма е композирана от Петър Ступел и Атанас Бояджиев.
Втора серия от тв сериала „Нако, Дако, Цако“ .

## Сюжет
Тримата легендарни комици са шофьори от международния транспорт, които пътуват към София.
Докато Нако и Дако спят, Цако настига автомобила на трио „Салвини“ – чуждестранни циркови артисти. Той е очарован от младата жена, която му се усмихва от прозореца на караваната, и отбива след тях камиона в крайпътен мотел. Нако, Дако и Цако се запознават с артистите, Цако подарява своя снимка на красивата чужденка, докато Дако е посрещнат с радост от барманката, негова стара позната.
Във филма присъстват елементи на научна фантастика (камионът може да се управлява дистанционно, разбира команди, издавани на глас и притежава нещо като собствен разум) и гротеска (на покрива на ремаркето е нарисувано поле за хокей и по време на почивките героите играят на покрива).

## Актьорски състав
| В ролите                                      | Изпълнител                        |
| --------------------------------------------- | --------------------------------- |
| Нако                                          | Георги Калоянчев                  |
| Дако                                          | Георги Парцалев                   |
| Цако                                          | Никола Анастасов                  |
| Бианка, цирковата акробатка от Трио „Салвини“ | Невена Коканова                   |
| бандитката                                    | Мария Стефанова                   |
| мамзел Фифи , собственичка на мотел „Фифи“    | Леа Иванова                       |
| Бубо                                          | Божидар Лечев                     |
| похитител                                     | Димитър Манчев                    |
| похитител                                     | Иван Касабов                      |
|                                               | Димитър Малчев                    |
| старшина от гранична милиция                  | Димитър Георгиев (не е в титрите) |